# Ledian Memushaj
Ledian Memushaj (Vlorë, 7 de dezembro de 1986), é um ex-futebolista e atual treinador albanês que atuava como volante. Atualmente treina a equipe sub-19 do Pescara.

## Carreira
Ledian Memushaj fez parte do elenco da Seleção Albanesa de Futebol da Eurocopa de 2016.